# Anja Goller
Anja Goller (* 31. März 1978 in Freiburg im Breisgau) ist seit dem 1. September 2020 Generalvikarin des Katholischen Bistums der Alt-Katholiken in Deutschland.

## Leben
Anja Goller wuchs in Freiburg auf, wo sie 1997 am St.-Ursula-Gymnasium das Abitur ablegte. Von 1998 bis 2004 studierte sie an der Universität zu Köln Pädagogik und von 2001 bis 2006 am Alt-Katholischen Seminar der Rheinischen Friedrich-Wilhelms-Universität Bonn und am Institut für Christkatholische Theologie der Universität Bern alt-katholische Theologie.
Am 2. Dezember 2006 wurde sie in St. Cyprian in Bonn von Bischof Joachim Vobbe zur Diakonin geweiht. Nach einer knapp eineinhalbjährigen Diakonatszeit erhielt sie am 5. April 2008 während ihres Vikariats in der Evangelischen St.-Jakobs-Kirche in Frankfurt am Main von Bischof Vobbe die Weihe zur Priesterin. In dieser Zeit wirkte sie auch als Dekanatsjugendseelsorgerin von Hessen.
Von 2011 bis Ende Juni 2020 war sie als Wissenschaftliche Mitarbeiterin am Alt-Katholischen Seminar der Universität Bonn tätig. 2012 wurde sie zur Dozentin für Katechetik am Bischöflichen Seminar ernannt. Gleichzeitig arbeitete sie als Priesterin in der Bonner Gemeinde mit.  
Im Juni 2020 wurde sie vom Alt-katholischen Bischof Matthias Ring zur Generalvikarin ernannt. In dieser Funktion ist sie ständige Stellvertreterin des Bischofs. Damit ist sie die erste Frau in dieser Position in der rund 150-jährigen Geschichte der alt-katholischen Kirche in Deutschland. Sie folgt hier Jürgen Wenge, der auf eigenen Wunsch nach zehn Jahren die Funktion als Generalvikar abgegeben hat.
Anja Goller ist seit 2007 mit Markus Goller verheiratet, das Ehepaar hat drei Kinder.

## Veröffentlichungen
- Motorrad und Schreibmaschine. Pastorale Ansätze der Diaspora-Seelsorge in der DDR. In: Anja Goller, Andreas Krebs, Matthias Ring (Hrsg.): Weg-Gemeinschaft. Festschrift für Günter Esser (= Geschichte und Theologie des Alt-Katholizismus, Reihe B, Bd. 6), Alt-Katholischer Bistumsverlag, Bonn 2015, S44–56.
- Die Frauenordination in der alt-katholischen Kirche Deutschlands. In: Frauen in der Kirche? Unverzichtbar! Paulus-Verlag, Freiburg  2015, S. 42–45.
- Neue Wege der Katechese. Überlegungen zur Erstkommunionkatechese im altkatholischen Kontext. In: Internationale Kirchliche Zeitschrift 107, 2017, S. 121–123.